# The Soiling of Old Glory
The Soiling of Old Glory (englisch für „Die Beschmutzung von Old Glory“) ist eine Schwarzweißfotografie des US-amerikanischen Fotografen Stanley Forman. Sie zeigt einen weißen Jugendlichen, der mit einer US-Flagge – auch Old Glory genannt – einen schwarzen Mann attackiert. Das Foto entstand am 5. April 1976 in Boston während einer Demonstration. Diese war Teil des jahrelangen Kampfs von Teilen der weißen Bostoner Bevölkerung gegen das sogenannte Busing, bei dem durch den Bustransport von Schülern Ungleichgewichte bei der ethnischen Zusammensetzung der Schülerschaft einzelner Schulen bekämpft werden sollten.
Einen Tag nach ihrer Entstehung erschien die Fotografie in vielen US-Zeitungen, unter anderem im Boston Herald American, bei dem Forman angestellt war. Sie rief zahlreiche Reaktionen aus Politik und Bevölkerung hervor und ging in das kollektive Gedächtnis der Stadt ein. Forman erhielt 1977 für das Foto den Pulitzer-Preis in der Kategorie Spot News Photography.

## Entstehungshintergrund

### BostonerBusing-Krise
1954 hatte der Oberste Gerichtshof der Vereinigten Staaten in seiner Entscheidung Brown v. Board of Education die in erster Linie in den Südstaaten vorherrschende rechtliche Rassentrennung in öffentlichen Schulen für verfassungswidrig erklärt. In den nördlichen Bundesstaaten waren Regelungen und Gesetze zur Rassentrennung schon in den 1940er und 1950er Jahren aufgehoben worden. Dennoch nahm die faktische Trennung in schwarze und weiße Schulen in diesen Staaten zu und war Anfang der 1970er Jahre mit der Situation in den Südstaaten vergleichbar. Dies war vor allem auf die räumliche Trennung der Wohnsitze von Weißen und Schwarzen zurückzuführen.
1965 erließ der Bundesstaat Massachusetts den Racial Imbalance Act, der die faktische Rassentrennung an öffentlichen Schulen illegal machte. Es war das erste Gesetz seiner Art in den USA und definierte eine Schule als „ethnisch unausgeglichen“ (racial imbalanced), wenn der Anteil von nicht-weißen Schülern 50 Prozent übersteigt. Falls das zuständige Schulkomitee keine Maßnahmen gegen dieses Ungleichgewicht ergriff, drohte das Gesetz mit der Streichung der finanziellen Hilfen des Bundesstaats für die Schulen.
Das Bostoner Schulkomitee, zuständig für die öffentlichen Schulen der Hauptstadt des Bundesstaates, bekämpfte das Gesetz in den folgenden Jahren und setzte die geforderte Desegregation der Schulen nicht um. Zwischen 1965 und 1971 stieg die Anzahl der als „ethnisch unausgeglichen“ geltenden Schulen in Boston sogar an. Im März 1972 reichte die schwarze Bürgerrechtsorganisation NAACP deshalb eine Klage gegen das Schulkomitee ein. Zwei Jahre später entschied der Richter W. Arthur Garrity Jr. im als Morgan v. Hennigan bezeichneten Fall, dass im Bostoner Schulsystem verfassungswidrig eine Rassentrennung aufrechterhalten werde. Als Gegenmaßnahme ordnete er das sogenannte Busing von etwa 17.000 Schülern an. Dabei sollten mit Schulbussen weiße Schüler zu Schulen mit mehrheitlich schwarzen Schülern und schwarze Schüler zu Schulen mit mehrheitlich weißen Schülern gefahren werden. Besonders kontrovers war dabei die Entscheidung, die Schüler zwischen South Boston und Roxbury auszutauschen, die zu den ärmsten Stadtteilen Bostons gehörten. Während die Einwohner von Roxbury mehrheitlich schwarz waren, wurde South Boston vor allem von irischstämmigen Weißen bewohnt und war eine Hochburg der Busing-Gegner.
Die Maßnahmen sollten mit Beginn des neuen Schuljahres im September 1974 umgesetzt werden. Es kam jedoch zu großen Protesten. Am ersten Schultag nahmen in der South Boston Highschool weniger als 10 Prozent der Schüler an dem Unterricht teil, in der Roxbury Highschool fehlten fast alle weißen Schüler. Die Proteste hielten an, vermehrt kam es zu Gewalt zwischen Schwarzen und Weißen an Schulen, aber auch außerhalb davon. Dies hatte Auswirkung auf die stark schwankenden Teilnehmerzahlen der Schüler. Trotz der Proteste wurden im September 1975 gemäß dem von Richter Garrity verfügten Plan die Busing-Maßnahmen auf den Stadtteil Charlestown ausgeweitet, der eine ähnliche Bevölkerungszusammensetzung wie South Boston hatte.
Unzufrieden mit der Umsetzung seiner Verfügungen entzog Garrity im Dezember 1975 dem Bostoner Schulkomitee die Autorität über die South Boston Highschool und stellte die Schule unter die Zwangsverwaltung des Gerichts. Der Schulleiter wurde auf seine Anordnung versetzt und durch einen Lehrer aus Minnesota ersetzt, der am 1. April 1976 seine Arbeit aufnahm. Am folgenden Tag, einem Freitag, wurden in der South Boston Highschool und der Charlestown Highschool Flugblätter verteilt, die zu einer Demonstration gegen die Maßnahmen am folgenden Montag, dem 5. April, auf der Bostoner City Hall Plaza aufriefen.

### Demonstration am 5. April 1976

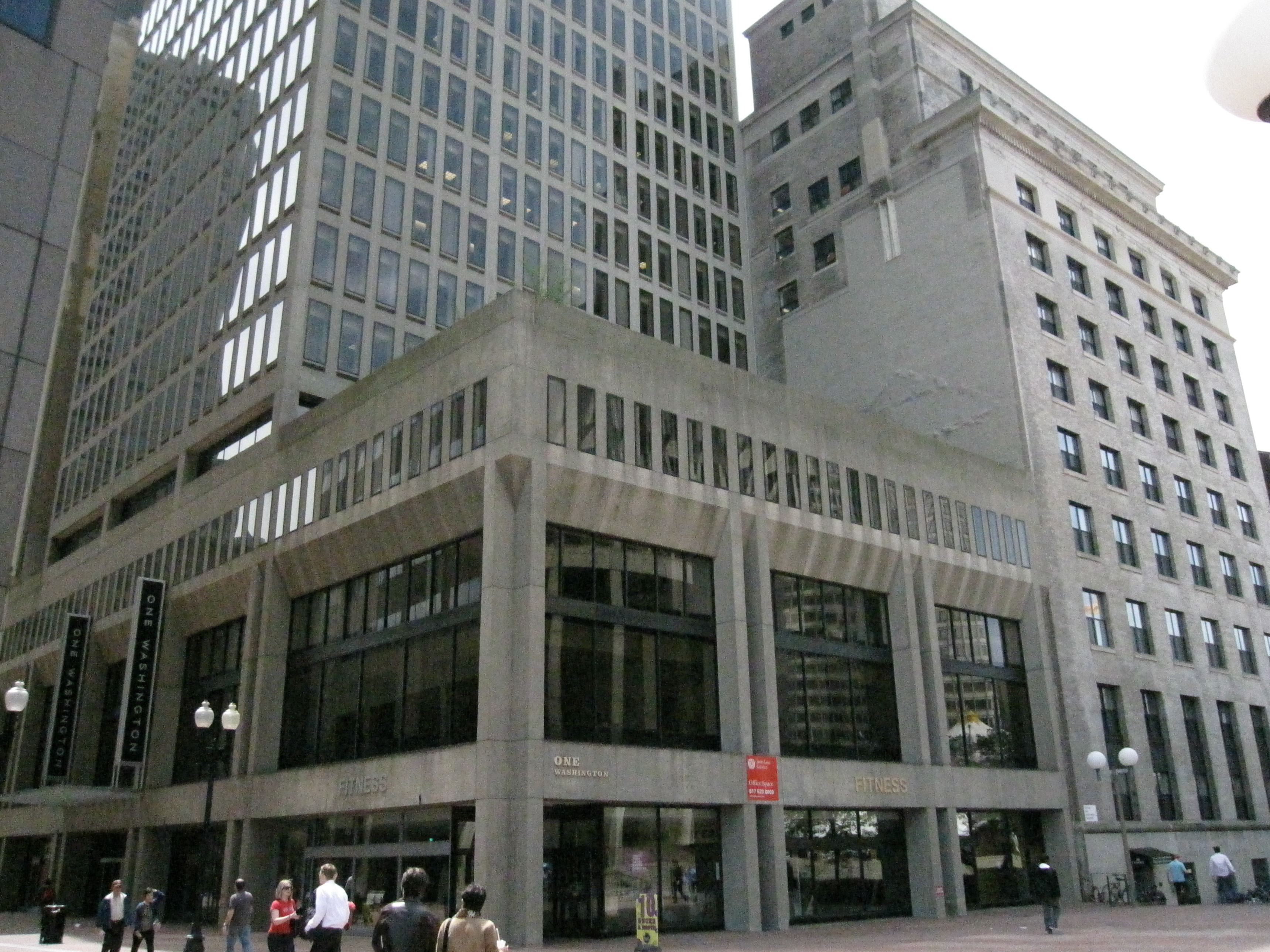
One Washington Mall gegenüber des Bostoner Rathauses im Jahr 2011. Hier wurde Landsmark angegriffen. Die Mall ist im Hintergrund der unbeschnittenen Aufnahme zu sehen.

Zur Demonstration erschienen etwa 200 weiße Schüler. Einer von ihnen war der 17-jährige Joseph Rakes aus South Boston, der die US-Flagge seiner Familie dabei hatte. Die Schüler betraten das Rathaus, wo einige von ihnen der Vorsitzenden des Stadtrats Louise Day Hicks eine Liste mit ihren Forderungen überreichten. Hicks war selbst eine führende Gegnerin der Busing-Maßnahmen in Boston und lud die Demonstranten in den Ratssaal ein, wo sie gemeinsam den Pledge of Allegiance gegenüber der Nation und der Flagge der USA aufsagten. Nachdem die Gruppe das Rathaus wieder verlassen hatte, trafen sie auf dem Platz vor dem Rathaus auf zwei schwarze Männer, darunter Ted Landsmark, einen Juristen des Bauunternehmer-Verbandes, der auf dem Weg zu einer Diskussion im Rathaus über die Beschäftigung von Schwarzen bei Bauarbeiten war. Einige der Demonstranten gingen auf die beiden Männer los. Während der eine fliehen konnte, wurde Landsmark zu Boden gestoßen, geschlagen und getreten. Jim Kelly, Organisator der Demonstration und einer der Erwachsenen, die die Schüler begleiteten, rannte zum Ort des Angriffs und half Landsmark auf die Beine. In diesem Moment schwang Joseph Rakes seine Flagge in Richtung Landsmark, verfehlte ihn aber. Kelly und anderen Erwachsenen gelang es danach, den Angriff zu beenden. Der gesamte Vorfall dauerte etwa 15 bis 20 Sekunden. Landsmarks Nase war gebrochen und seine Brille zerstört worden.
Der beim Boston Herald American beschäftigte Fotoreporter Stanley Forman hatte erst bei Schichtbeginn von der Anti-Busing-Demonstration erfahren. Da solche Demonstrationen zur Routine geworden waren, hatte er sich nicht besonders beeilt, zur City Hall Plaza zu kommen. Deshalb erreichte er sie erst, als die Jugendlichen das Rathaus bereits wieder verließen. Daher war er in unmittelbarer Nähe des Angriffs auf Landsmark, während andere anwesende Fotografen sich hinter der Menschenmenge befanden. Er fotografierte den Angriff mit einer Nikon-Kamera, die mit einem Motorantrieb ausgestattet war und auf die er ein Weitwinkelobjektiv mit einer Brennweite von 20 Millimeter geschraubt hatte. Als Belichtungszeit hatte er 1/125 Sekunden eingestellt. Kurz vor Rakes’ Flaggen-Angriff auf Landsmark blockierte der Motorantrieb der Kamera, wodurch mehrere Fotos doppelt belichtet wurden. Forman schaltete deswegen auf manuellen Betrieb um. Damit gelang ihm die Aufnahme des Angriffs mit der Flagge. Insgesamt machte Forman mit dieser Kamera siebzehn Aufnahmen von der Demonstration, sechs weitere entstanden mit einer anderen Nikon-Kamera ohne Motorantrieb und einem 35-Millimeter-Objektiv.

## Beschreibung
Unbeschnittene Aufnahme von The Soiling of Old Glory

Link zum Bild

Die unbeschnittene Variante von The Soiling of Old Glory zeigt den Angriff auf Landsmark im Vordergrund links, während rechts Menschen zu sehen sind, die auf den Angriff blicken. Bekannt wurde aber vor allem die Version, die rechts, oben und unten stark beschnitten wurde und so auf den Angriff fokussiert ist. Diese Version zeigt den Angriff mit der Flagge im Vordergrund, im Hintergrund sind mehrere Jugendliche zu sehen, von denen die meisten auf den Angriff blicken. Das Foto ist links und rechts von hohen Gebäuden begrenzt. Sie erzeugen gemeinsam mit dem Kopfsteinpflaster des Bodens vertikale Linien, die dem Foto Tiefe verleihen. Während der Vordergrund im Schatten liegt, wird der Hintergrund von der Sonne beschienen. Am Ende des Weges zwischen den beiden Gebäuden ist das Old State House zu sehen, das älteste noch stehende öffentliche Gebäude von Boston.
Auf dem Foto befindet sich Rakes links und richtet die Stange seiner Flagge nach rechts. Er hat einen Ausfallschritt gemacht und scheint Landsmark wie mit einer Lanze aufspießen zu wollen. Dieser steht rechts leicht zusammengesunken auf seinem rechten Bein, das linke hat er nach hinten angewinkelt. Hinter ihm steht ein Mann, der ihn festzuhalten scheint. Es sieht so aus, als wolle er sicherstellen, dass der Angreifer Landsmark mit seiner Flagge auch trifft. Den ersten Eindruck, den das Foto bezüglich Rakes’ Angriff und dem Mann hinter Landsmark macht, ist jedoch falsch. Auf einem Foto, das unmittelbar vor The Soiling of Old Glory entstand, ist erkennbar, dass Rakes nicht mit der Flaggenstange auf Landsmark einstechen wollte, sondern die Flagge in Richtung seines Opfers schwang. Bei dem Mann hinter Landsmark handelt es sich um Jim Kelly. Statt ihn festzuhalten, hilft er dem gerade noch auf allen vieren Kriechenden auf.

## Veröffentlichung und Reaktionen
Stanley Forman kehrte nach dem Vorfall in die Redaktion des Boston Herald American zurück, um die entstandenen Fotos zu entwickeln. Statt dies von Hand zu tun, nutzte er eine automatische Entwicklermaschine, die zwar sehr viel schneller war, bei der aber das Risiko bestand, dass die Negative zerstört werden.
Trotz Bedenken in der Redaktion, dass das Foto zu ethnischen Spannungen oder Unruhen führen könnte, entschied Chefredakteur Sam Bornstein, es auf der ersten Seite der kommenden Ausgabe zu bringen. Die Schlagzeile betraf den Tod des Unternehmers Howard Hughes. Darunter erschien in der Mitte der ersten Seite The Soiling of Old Glory unter der Überschrift Youths beat black lawyer at City Hall („Jugendliche verprügeln schwarzen Juristen vor dem Rathaus“). Das Foto wurde oben, unten und rechts stark beschnitten, sodass der Fokus auf den Jugendlichen mit der Flagge und Landsmark gelegt wurde. Unterhalb des Fotos war eine weitere Aufnahme Formans von dem Ereignis abgebildet, die Landsmark zeigt, wie er am Boden liegend von einem Jugendlichen getreten wird. Es ist eines der Fotos, die Forman nach dem Defekt des Motorantriebs aufnahm. Der doppelt belichtete Teil war abgeschnitten worden.
Das Foto erschien am 6. April auch in vielen anderen US-Zeitungen. Es war beispielsweise auf der Titelseite der Washington Post, der Chicago Tribune, des San Francisco Chronicle und des Hartford Courant abgebildet, in der New York Times erschien es im Innenteil. Auch in der Nachrichtensendung ABC Evening News wurde es während eines Berichts über den Angriff auf Landsmark gezeigt. Daneben erschien es in internationalen Zeitungen, unter anderem in England, Deutschland und Ägypten.
Bostons Bürgermeister Kevin White und der Gouverneur von Massachusetts Michael Dukakis verurteilten den Angriff öffentlich. Auch das Repräsentantenhaus von Massachusetts verabschiedete nach einer hitzigen Debatte eine solche Erklärung. Am selben Tag versammelten sich am Ort des Angriffs rund 200 Menschen, um gegen den Angriff zu demonstrieren. William Owens, Mitglied des Senats von Massachusetts, forderte den Attorney General auf, gegen den Stadtrat und das Schulkomitee wegen „Aufwiegelung von Jugendlichen zum Aufruhr“ zu ermitteln. Außerdem entzog er Bürgermeister White sein Vertrauen. Die überzeugte Busing-Gegnerin Louise Day Hicks, die sich vor dem Angriff mit den Jugendlichen im Rathaus getroffen hatte, äußerte sich nicht öffentlich zum Angriff. Jim Kelly, der Organisator der Demonstration, verurteilte in einer Pressekonferenz den Angriff zwar als „unglücklich und hässlich“, machte für die Gewalt der Jugendlichen aber das aufgezwungene Busing verantwortlich. Zudem kritisierte er die „liberalen Medien“, die eine Wurzel des Problems seien und nicht genug über von Schwarzen ausgehende Gewalt berichten würden.
14 Tage nach dem Angriff auf Landsmark wurde Richard Poleet, ein weißer Automechaniker aus Jamaica Plain, auf seiner Autofahrt durch Roxbury von schwarzen Jugendlichen angegriffen. Sie warfen Steine auf sein Auto, wodurch Poleet die Kontrolle verlor und einen Unfall baute. Danach zogen sie ihn aus seinem Auto und prügelten mit Fäusten und Steinen auf ihn ein. Poleet fiel ins Koma und starb Monate später an seinen Verletzungen. Der Angriff auf Poleet wurde als Vergeltungsmaßnahme für die Attacke auf Landsmark interpretiert. Es kamen Befürchtungen auf, die Gewalt zwischen den verschiedenen ethnischen Gruppen der Stadt könnte eskalieren. Aus diesem Grund rief Bürgermeister White für den 23. April zu einem Marsch gegen Gewalt auf. Einen Tag vor dem Marsch wurden bei einem Bombenanschlag im Suffolk County Courthouse, einem Gerichtsgebäude in Boston, mehrere Menschen zum Teil schwer verletzt. Die Öffentlichkeit interpretierte auch diesen Anschlag als Teil der ethnischen Konflikte in Boston. Erst nach dem Marsch stellte sich heraus, dass der Anschlag von der marxistischen Untergrundorganisation Sam Melville/Jonathan Jackson Unit ausgeführt wurde, die die angespannte Lage in Boston für ihre Ziele nutzen wollte. Trotz des Anschlags nahmen am Marsch Schätzungen zufolge bis zu 50.000 Menschen teil. Unter ihnen waren neben führenden Vertretern aus Politik und Justiz auch Vertreter von Universitäten und Religionen. In der Presse wurde nach dem Marsch jedoch beklagt, dass prominente Befürworter und Gegner des Busings in Boston, die für eine Veränderung der Situation in der Stadt hätten sorgen können, nicht teilgenommen hatten.
Einige Tage nach dem Marsch wurden zwei 15-Jährige wegen des Angriffs auf Landsmark verurteilt. Sie erhielten eine Bewährung, bis sie 18 Jahre alt wurden, und mussten sich zudem in einem offenen Brief für die Tat entschuldigen. In einem weiteren Verfahren wurden Joseph Rakes und ein weiterer Jugendlicher verurteilt. Rakes erhielt eine zweijährige Bewährungsstrafe.

## Analyse und Einordnung
Der Angriff auf Ted Landsmark ereignete sich unweit der Stelle, an der im März 1770 fünf Zivilisten von britischen Truppen getötet worden waren. Der Vorfall wurde von Befürwortern der Unabhängigkeit der Dreizehn Kolonien zum Massaker von Boston stilisiert und für anti-britische Propaganda benutzt. Eine wichtige Rolle kam dabei einer Illustration des Ereignisses von Paul Revere zu. Wie der Historiker Louis P. Masur feststellt, weist Reveres Bild beachtliche Ähnlichkeiten zu Formans Foto auf. Zum einen zeigen beide das Boston State House im Hintergrund. Zum anderen werde in beiden Bildern das dargestellte Ereignis durch Gebäude begrenzt, die den Abbildungen räumliche Tiefe verliehen. Ein besonderer Bezug zwischen den beiden Ereignissen war auch dadurch gegeben, dass für den Sommer 1976 das sogenannte Bicentennial geplant war, die Feierlichkeiten zum 200. Jubiläum der Unabhängigkeitserklärung der Vereinigten Staaten.
In Leserbriefen und Kommentaren, unter anderem von Landsmark selbst, wurde der Angriff mit dem Tod von Crispus Attucks verbunden, einem schwarzen Seemann, der einer der fünf getöteten Zivilisten des Massakers von Boston war. Auf zeitgenössischen Darstellungen des Massakers wie derjenigen von Paul Revere noch ignoriert wurde Attucks Mitte des 19. Jahrhunderts von der Abolitionismus-Bewegung zu einem Helden der Amerikanischen Revolution erklärt. So entstand zu dieser Zeit eine Lithographie, die sich zwar an Revers Darstellung orientiert, aber Attucks zur zentralen Figur macht. Dieser fällt darin nach hinten, die Hand noch an dem Bajonett, mit dem auf ihn eingestochen wird. Auch diese Darstellung weist starke Ähnlichkeiten zu Formans Foto auf.
Andere, unter ihnen der Senator Edward Kennedy, stellten eine Verbindung zwischen Formans Foto und Joe Rosenthals Raising the Flag on Iwo Jima her. Dieses Foto entstand 1945 und zeigt sechs US-Soldaten während der Schlacht um Iwojima beim Hissen einer US-Flagge. Seit seiner Entstehung hatte es sich zu einem bedeutenden Symbol für US-amerikanischen Patriotismus entwickelt. Demgegenüber erscheint Formans Foto für Louis P. Masur als eine Art Antithese, das das Andenken an die als Helden betrachteten Soldaten auf Rosenthals Foto entehrte. Formans Foto fiel dabei in eine Zeit, in der die Stimmung in der US-Bevölkerung wenig optimistisch war. Der Vietnamkrieg und die Watergate-Affäre hatten bei vielen Zweifel am Patriotismus und am Zustand der Nation aufkommen lassen. Ein Foto, auf dem die US-Flagge als Waffe eingesetzt wird, schien nun die schlimmsten Befürchtungen zu bestätigen.

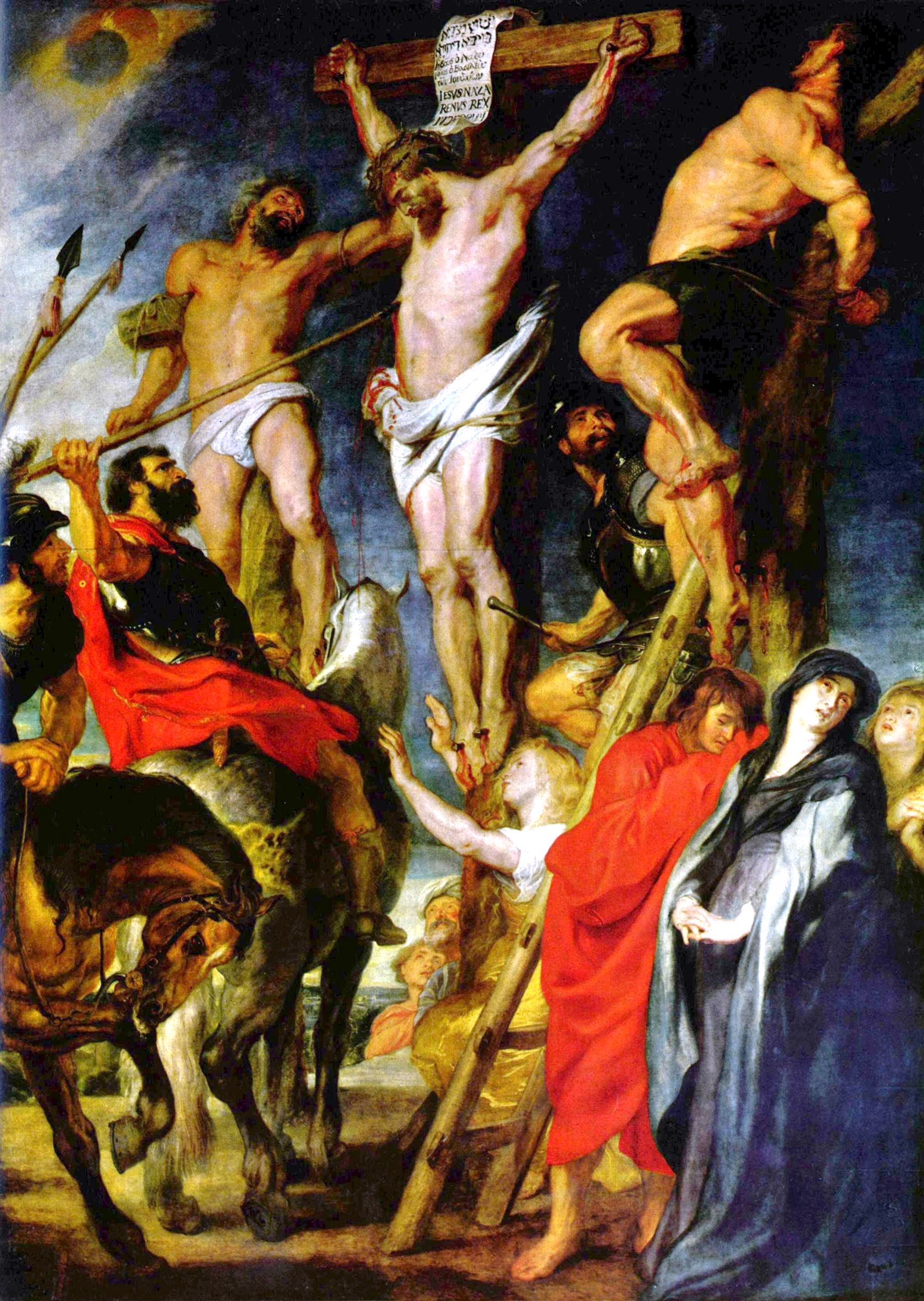
Peter Paul Rubens: Christus am Kreuz (1620)

Daneben sieht Masur Bezüge zur christlichen Darstellungen der Kreuzigung Christi. So erinnere Landsmark mit seinen ausgebreiteten Armen und seiner gekrümmten Körperhaltung an Jesus am Kreuz. Rakes wiederum erinnere mit seiner Flagge an den römischen Legionär, der Jesus mit einer Lanze in den Körper gestochen und damit dessen Seitenwunde verursacht haben soll. Diese Geschichte geht auf das Johannesevangelium zurück; im apokryphen Nikodemusevangelium wird der Legionär Longinus genannt. Das Motiv des Legionärs wird in Kreuzigungsbildern häufig verwendet, zum Beispiel in Peter Paul Rubens’ Gemälde Christus am Kreuz aus dem Jahr 1620. Der Kolumnist Scott McLemee kritisierte diesen Vergleich von Masur als „freie Assoziation“, die zu einer Art „Kontextsalat“ führe.

## Nachwirkung
1976 hatte Forman den Pulitzer-Preis in der Kategorie Spot News Photography für seine Fotos von einem Hausbrand in Boston erhalten, unter ihnen Fire Escape Collapse. 1977 wurde er erneut in dieser Kategorie ausgezeichnet, diesmal für The Soiling of Old Glory. Die Jury hatte ihn als eine von drei Einreichungen an das Advisary Board des Pulitzer-Preises weitergereicht, das die endgültige Entscheidung fällte. In der Begründung der Jury hieß es, das Foto schien die Differenzen im Konflikt um die Desegregation in Boston zusammenzufassen und sage viel über Boston und Amerika aus. Obwohl Forman von der Jury nur auf dem dritten Platz gesetzt wurde, wählte ihn das Advisary Board gemeinsam mit dem Associated-Press-Fotografen Neal Ulevich als Gewinner aus. Ulevich war für seine Fotos vom Massaker an der Thammasat-Universität in Bangkok von der Jury auf Platz zwei gesetzt worden. Der von der Jury präferierte James Parcell von der Washington Post ging leer aus. Seine Fotos zeigten eine Mutter, die während eines Brandes versucht, ihre Kinder zu retten.
Das Foto The Soiling of Old Glory markiert einen Wendepunkt im Kampf gegen das Busing in Boston. Bis dahin hatten die Aktivisten immer darauf bestanden, keine Rassisten zu sein, und sich stattdessen als patriotische Amerikaner dargestellt, die für ihre Freiheit kämpften. Diese Aussagen wurden nun durch das Foto eines Weißen, der die US-Flagge als Waffe gegen einen Schwarzen missbraucht, in Frage gestellt. Dabei kam es auch zu Kritik innerhalb der Bewegung, bei der Handlungen und Aussagen von führenden Busing-Gegner für den Hass der Jugendlichen und die daraus resultierende Gewalt verantwortlich gemacht wurde. Dies schlug sich bei den Wahlen zum Stadtrat und zum Schulkomitee im folgenden Jahr nieder, bei denen militante Busing-Gegner, unter ihnen Louise Day Hicks, ihre Sitze an moderatere Kandidaten verloren. Die Situation an den Schulen wurde zum Beginn des Schuljahres 1976/1977 als verbessert wahrgenommen und die Proteste gegen Busing gingen zurück. Dies hing aber auch damit zusammen, dass der Anteil weißer Schüler im Bostoner Schulsystem deutlich rückläufig war. Lag er 1974 noch bei 55 Prozent, ging er bis 1977 auf 42 Prozent zurück. Der Trend setzte sich in der Folgezeit fort, sodass 1987 der Anteil nur noch bei 26 Prozent lag. Gründe waren neben dem Umstieg auf christliche Privatschulen oder dem generellen Verzicht auf den Schulbesuch auch die sogenannte „weiße Flucht“ (white flight), bei der Weiße die Stadt verlassen und sich stattdessen in Vororten ansiedeln.
Formans Foto hat einen festen Platz im kollektiven Gedächtnis der Bostoner und anderer US-Amerikaner. Als Anfang der 2000er Jahre verschiedene Berichte über positive Veränderungen in Boston seit der Busing-Krise erschienen, wurde in ihnen oft das Foto als negativer Referenzpunkt erwähnt. Der Bostoner Bürgermeister Thomas Menino erklärte im Rahmen der Bewerbung seiner Stadt als Ausrichter der Democratic National Convention 2004, zu viele Menschen in den USA würden bei Boston an das Bild denken, auf dem Ted Landsmark mit einer US-Flagge geschlagen wird. Das Ziel der Bewerbung sei es deshalb auch, zu zeigen, dass die Stadt seitdem weltoffener geworden sei.
Die Bekanntheit der Fotografie führte dazu, dass der Historiker Louis P. Masur ein Buch über sie verfasste. Es erschien 2008 bei Bloomsbury.